# فيصل أبو شرخ
فيصل محمود حمد أبو شرخ (أبو محمود؛ 12 يوليو 1948 - 27 يونيو 2022) هو رئيس جهاز الحرس الرئاسي (قوات ال17)، وعضو المجلس الثوري لحركة فتح. التحق في صفوف الثورة الفلسطينية مبكرًا، وشارك في معارك الدفاع عن فلسطين، وتم اعتقاله في العام 1985 من قبل البحرية الإسرائيلية أثناء توجهه من لبنان إلى قبرص، وعاد إلى الوطن ليتسلم قيادة الحرس الرئاسي.

## حياته
من مواليد بلدة الظاهرية قضاء الخليل، أنهى دراسته الأساسية والإعدادية وحصل على الثانوية العامة التحق بصفوف حركة فتح عام 1968م في الأردن، انتقل الى الساحة اللبنانية بعد أحداث أيلول عام 1970م.
كان ضمن النواة التي شكلت جهاز الـ (17) في لبنان، هذا الجهاز الذي كلف بحراسة مقرات القائد العام في لبنان، وحماية الشخصيات الهامة والزائرة ومرافقة الرئيس وحمايته. وشارك في كافة المعارك للدفاع عن الثورة في أماكن تواجدها وعن مخيماتنا الفلسطينية خلال الحرب الأهلية التي عصفت بلبنان عامي 1975م – 1976م، وسقط منه مئات الشهداء خلال اجتياح إسرائيل للبنان عام 1982م. وكان مسؤولاً عن عمليات قوات الـ17، غادر مع القوات المغادرة الى تونس بعد الاجتياح وعاد إلى طرابلس حيث شارك في الدفاع عن القرار الوطني المستقل عام 1983م ومن ثم غادر مرة ثانية مع القوات. وكلف من قبل القيادة بالعودة الى لبنان عام 1985م عن طريق البحر مع مجموعة من ضباط وكوادر ال (17) الا انه تم اعتقاله من قبل البحرية الإسرائيلية في عرض البحر وذلك بتاريخ 10/9/1985م وهو متوجه الى لبنان في مهمة كلف بها، أمضى في المعتقلات الإسرائيلية سبع سنوات ونصف تعرض خلالها للتعذيب وكان من أصلب الرجال في السجن، تم الإفراج عنه في شهر نوفمبر عام 1992م ورحل الى جنيف ومن تم توجه إلى الجزائر ومنها إلى تونس.

### عُين بقرار منياسر عرفات
مع عودة قوات الأمن الوطني الفلسطيني إلى أرض الوطن عام 1994 وإنشاء السلطة الوطنية الفلسطينية عاد إلى أرض الوطن قادماً من تونس الى غزة واستمر في قيادته لقوات أمن الرئاسة الـ17 في المحافظات الجنوبية والشمالية، وبقى على رأس عمله حتى تقاعد خلال حصار الرئيس الشهيد أبو عمار في المقاطعة عام 2002. ثم عُين عضواً في المجلس الاستشاري لحركة فتح من عام 2009-2016. أنتخب عضواً في المجلس الثوري لحركة فتح في المؤتمر السابع الذي عقد في رام الله عام 2016 منح من قبل الرئيس محمود عباس الميدالية العسكرية (النوط العسكري) تثميناً لخدمته طيلة خدمته في صفوف حركة فتح.

## وفاته
توفي فجر الإثنين 27-6-2022 عن عمر يناهز 74 عامًا في مستشفى الاستشاري العربي برام الله، وشُيع جثمانه من مقر الرئاسة في رام الله بمشاركة الرئيس محمود عباس وأعضاء من اللجنتين التنفيذية لمنظمة التحرير والمركزية لحركة فتح والمجلس الوطني ونقل جثمانه إلى بلدة الظاهرية جنوب الخليل مسقط رأسه.